# مودک
مودک (انگلیسی: MODEC) شرکت کشتی‌سازی ژاپنی است، که در سال ۱۹۶۸ تأسیس شد.